# 五百羅漢寺
五百羅漢寺（ごひゃくらかんじ）は東京都目黒区下目黒にある寺院。宗派はかつて黄檗宗だったが現在は浄土宗系の単立。山号は天恩山。開基は松雲元慶、開山は鉄眼道光、本尊は釈迦如来。
300体以上の羅漢像を祀っている（当初は536体あった）。当初は本所五ツ目（現在の東京都江東区大島）にあり、徳川綱吉や吉宗が支援したが、埋め立て地にあったためか度々洪水に見舞われて衰退した。1887年(明治20年)、本所区緑町に仮堂を建て、1909年（明治42年）に目黒の現在地に移転した。なお、法人としての名称は「宗教法人羅漢寺」であるが、境内の寺名表示、公式サイトやパンフレット等での表記は「五百羅漢寺」となっているので本項では「五百羅漢寺」の表記を用いる。

## 歴史

### 松雲元慶による創建
当寺の五百羅漢像は開基の松雲元慶（1648年 - 1710年）が独力で彫り上げたものである。松雲は京都の出身で、「鉄眼版一切経」で知られる黄檗宗の僧・鉄眼道光に師事した。松雲はある時、豊前国の羅漢寺（大分県中津市本耶馬渓町）の五百羅漢石像を見て、自らも五百羅漢の像を造ることを発願した。貞享4年（1687年）、40歳で江戸に下向した松雲は托鉢で資金を集め、独力で五百羅漢像など536体の群像を造る。羅漢寺の創建は元禄8年（1695年）のことで、松雲が開基、師の鉄眼が開山と位置づけられている。当時の羅漢寺は本所五ツ目（現在の東京都江東区大島3丁目）にあった。彫像は当初は536体あったが、近代以降、寺の衰退時に多くが失われ、羅漢像287体を含む305体が現存している。

### 象先禅師による伽藍整備

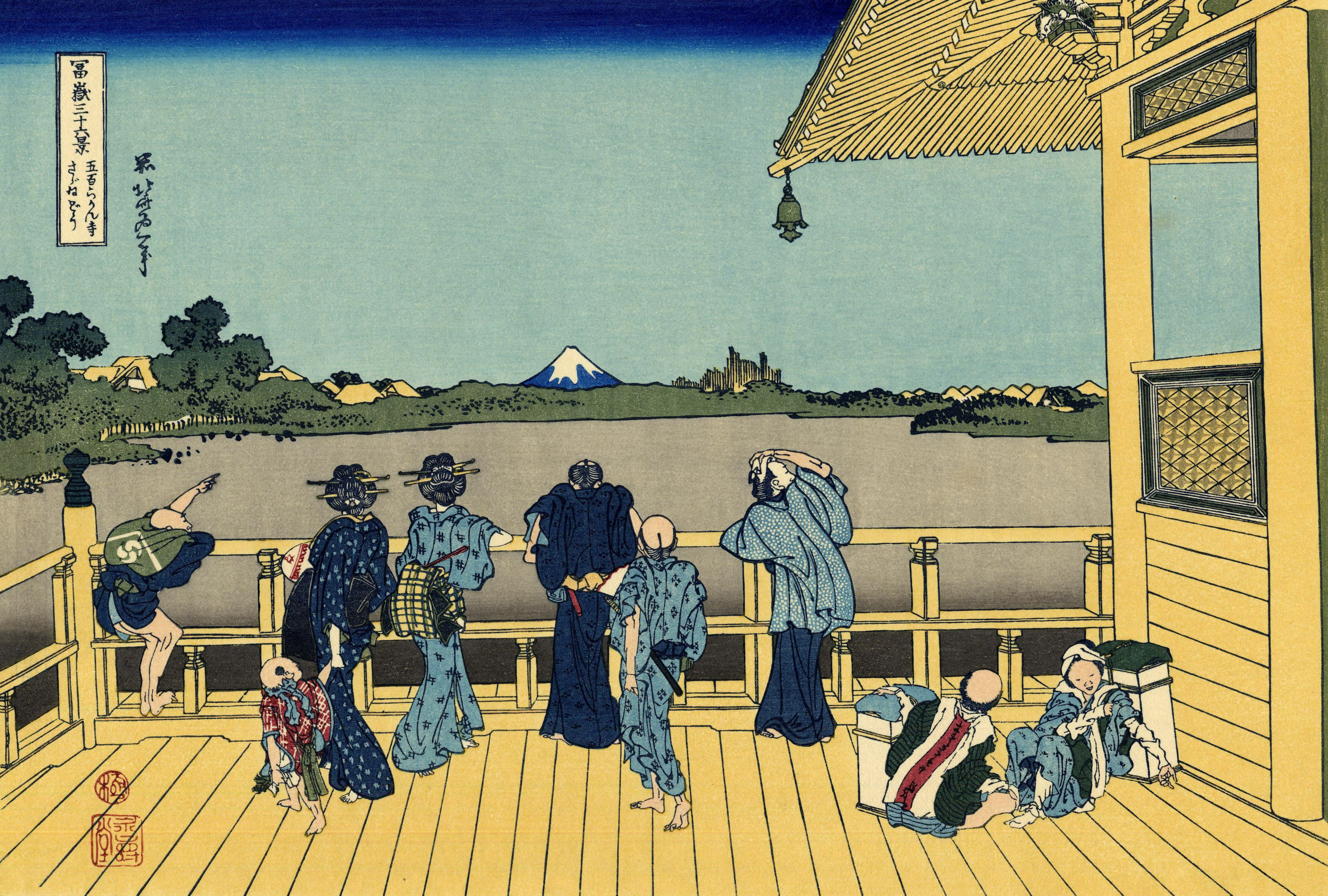
葛飾北斎『冨嶽三十六景』「五百らかん寺さゞゐどう」

3代住持の象先元歴（1667 - 1749）は、羅漢寺中興の祖とされており、彼の時代に大伽藍が整備された。象先は正徳3年（1713年）に羅漢寺住持となり、本殿、東西羅漢堂、三匝堂（さんそうどう）などからなる大伽藍を享保11年（1726年）までに建立している。三匝堂は江戸時代には珍しかった三層の建物で、西国三十三所、坂東三十三箇所、秩父三十四箇所の百か寺の観音を祀ったことから「百観音」ともいい、その特異な構造から「さざえ（さざゐ）堂」とも呼ばれた。建物内部は螺旋構造の通路がめぐり、上りの通路と下りの通路は交差せず一方通行となっていた。三層にはバルコニーのような見晴台があった。この建物の様子は葛飾北斎が代表作『冨嶽三十六景』中の「五百らかん寺さゞゐどう」として描いているほか、歌川広重、北尾重政などの浮世絵師も題材にしている。松雲元慶の造立した五百羅漢像は本殿とその左右の回廊状の東西羅漢堂に安置され、参詣人が一方通行の通路を通ってすべての羅漢像を参拝できるよう工夫がされていた。『江戸名所図会』などの絵画資料を見ると、参拝用の通路はゆっくり参拝する人たちのための板張りの通路と、旅人が土足のままでも参拝できる通路とに分かれ、それぞれの通路が交差しないようになっていた。

### 衰退と復興
安政2年（1855年）の安政の大地震では東西羅漢堂が倒壊するなどの大被害を受けた。明治以降寺は衰退し、明治20年（1887年）には本所緑町（東京都墨田区緑4丁目）に移転。さらに明治41年（1908年）末に現在地の目黒へ再移転した。この間、明治23年（1890年）にはチベット探検で知られる河口慧海（1866 - 1945）が当寺に住している。
その後、寺は無住となった時期もあり荒廃していたが、昭和13年（1938年）安藤妙照尼が入寺して、第二次大戦前後の困難な時代に寺を維持した。安藤妙照尼は新橋の芸者出身で、芸者時代の名を「お鯉」といい、総理大臣桂太郎の愛妾として知られたが、後に仏門に入った。本堂脇にある「お鯉観音」は彼女にちなむものである。貫主日高宗敏の尽力によって五百羅漢寺の境内が整備され、近代的なビルに生まれ変わったのは昭和56年（1981年）のことである。
以前の住職である佐山拓郎は、スタジオジブリ制作のアニメーション映画『コクリコ坂から』の原作者であった佐山哲郎の息子である。令和3年（2021年）9月1日付で無垢品宗生が第41世住職に就任した。

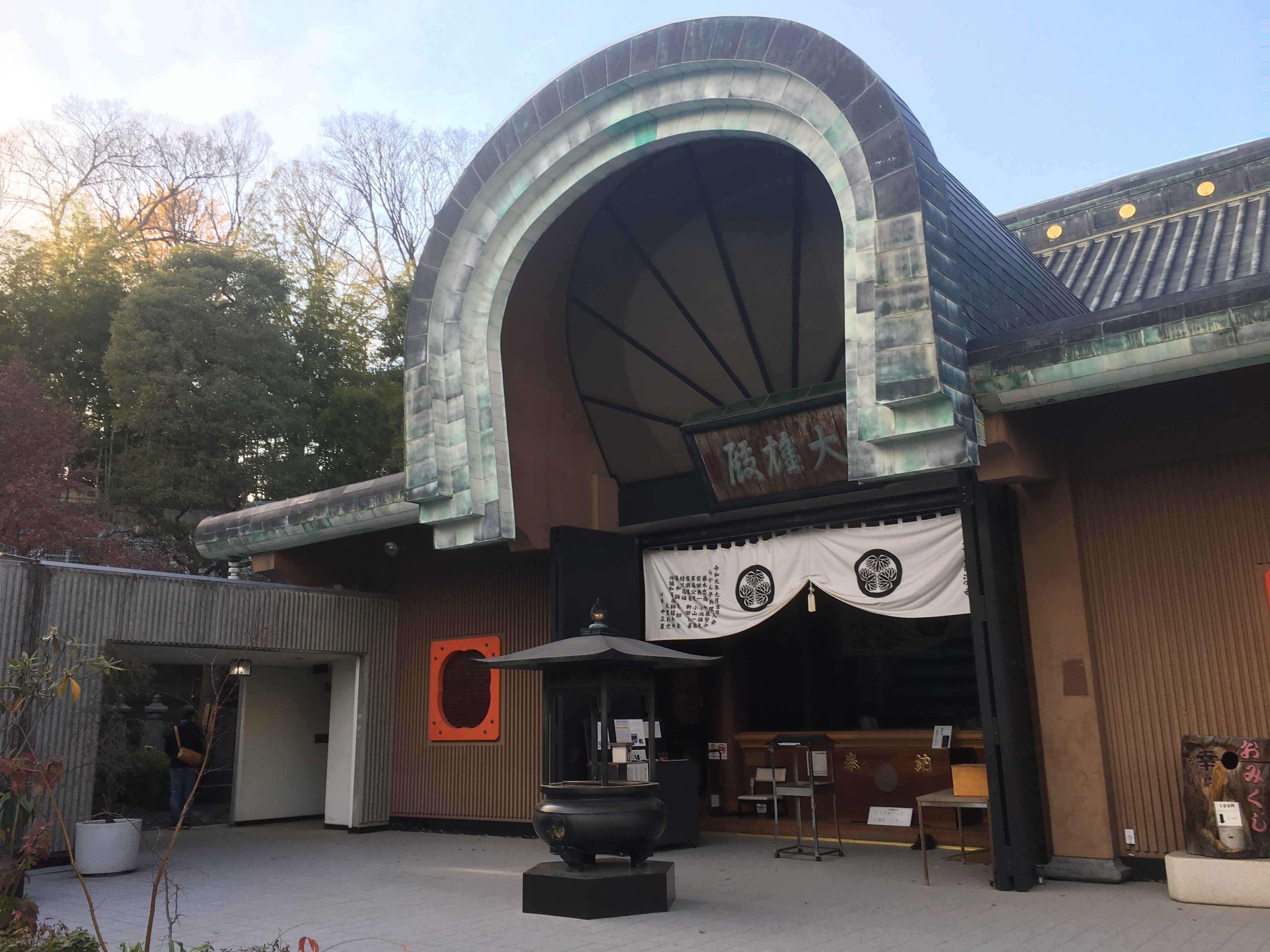
本堂

## 境内
境内は比較的狭く、大部分が近代的なビルになっている。公道に面して鉄筋コンクリート3階建てのビルが建ち、この中に寺務所、書院、聖宝殿（しょうほうでん）などのほか、目黒霊廟（一般向けの屋内墓所）がある。聖宝殿には寺宝や歴史資料が展示されている。屋上には安永3年（1774年）銘の梵鐘（平和の鐘）がある。
上記ビルの右脇に本堂へ上る階段がある。階段右手には飲食店の「らかん亭」と「らかん茶屋」があり、階段を上った先の右側には「コ」の字形平面の羅漢堂、その先に本堂がある。本堂には本尊釈迦三尊像を中心に羅漢像などが安置され、残りの羅漢像や悪夢を食うとされる獏王（白沢）の像などは羅漢堂に安置されている。

## 文化財

### 東京都指定有形文化財
- 木造釈迦三尊及び五百羅漢等像 305躯
  - 釈迦如来及両脇侍像 3躯
  - 大迦葉阿難陀両尊者立像 2躯
  - 十六羅漢立像 5躯
  - 十一面観世音菩薩立像 1躯
  - 白衣観音菩薩半跏踏下像 1躯
  - 地蔵菩薩坐像 1躯
  - 仏形坐像 1躯
  - 五百羅漢坐像 287躯
  - 菩提達磨坐像 1躯
  - 鉄眼道光禅師倚像 1躯
  - 松雲元慶禅師倚像 1躯
  - 白沢（獏王）像 1躯
  - （以下は附指定）
  - 木造五百羅漢像残片 一括
  - 紙本墨書寄進者簿 5冊
  - 石造松雲元慶禅師塔 1基（寛保二年五月浄陽重與の刻銘がある）

開基・松雲元慶が単独で彫り上げた群像で、羅漢像287体を含め305体が現存する。羅漢像は像高80 - 90cm前後の寄木造で、各像の表情、ポーズなどはすべて異なり、一般に仏教彫刻衰退期とされる江戸時代における代表的作品とされる。
305体のうち11体は寺外へ流出していたものが昭和27年（1952年）に発見され、昭和45年（1970年）に所有者の東急不動産から返還されたものである。また、世田谷区下馬の世田谷山観音寺には、五百羅漢寺から流出した羅漢像9体が所蔵されている。

### その他
- 梵鐘 - 現在は目黒霊廟があるビルの屋上にある。安永3年（1774年）の銘がある。銘文は向島（東京都墨田区）の弘福寺の開山である黄檗僧鉄牛道機（1628 -1700）の撰である。国の重要美術品に認定されている。

## 交通アクセス
- 東急目黒線不動前駅から徒歩8分
- JR山手線目黒駅から徒歩12分

## 注
1. 1 2 3 4  江戸名所図会 1927, p. 64.
2. 1 2  むかし墨田にあったお寺 1983, p. 20.
3. ↑  都営地下鉄新宿線西大島駅近くの旧寺地に「羅漢寺」という寺があるが、五百羅漢寺と直接の関係はない